# Vincenc Struppi
Vincenc Struppi, kranjski gradbenik, * 1733, Kranjska, † 3. junij 1810, Dunaj.
Struppi je leta 1756 nastopil v  habsburško vojaško službo, kjer se je v Sedemletni vojni izkazal pri oblegovalnih bitkah trdnjav Dresden in Wittenberg. Po končani vojni je leta 1763 postal direktor gradbenih del pri gradnji trdnjave Cheb. Kasneje je vodil gradnjo novih utrdb v Kraljevem Gradcu. Cesar Jožef II. Habsburški ga je  za uspešno delo imenoval za inženirskega stotnika in pomorsko gradbenega direktorja v Trstu. Na tem delovnem mestu je bil odgovoren za projekt osuševanja močvirja pri Ogleju. Po uspešno zaključenem projektu je leta 1772 napredoval v naziv cestnega svetnika. Na tem delovnem mestu je zaslužen za izgradnjo in širjenje pomorskih pristanišč; Trsta, Reke, Bakra, Kraljevice in Senja. Kasneje je bil zadolžen za gradnjo t.i. »jožefinske ceste«, predvsem na njenem najbolj zahtevnem delu, po kraškem terenu od Senja do Karlovca. Gradnja je potekala med leti 1775 in 1779, skupna dolžina ceste pa je bila 13 1/4 takratnih avstrijskih poštnih milj ali 100 km. Leta 1779 mu je bil podeljen plemiški naziv baron. Leta 1782 je postal dvorni svetnik in referent pri dvornem gradbenem svetu na Dunaju. 

## Struppi v Ljubljani
Struppi je leta 1771 živel v Ljubljani, kjer ga je takratni deželni glavar Wolf Engelbert grof Auersperg seznanil z načrti Giovannija Lecchija in Gabriela Gruberja za osušitev Ljubljanskega barja. Leta 1772 so namreč v Ljubljani začeli graditi Gruberjev kanal, ki naj bi pomagal odvodnjavati barje. Z načrti pa se Struppi ni povsem strinjal. Po Gruberjevih velikih težavah pri izvajanju in močno prekoračenem predračunu je Marija Terezija leta 1777 v posebno preiskovalno komisijo imenovala tudi Struppija. Leta 1779 je postal prav Struppi zadolžen za dokončanje prekopa. Prekop je bil pod njegovim vodstvom uspešno končan 25. novemba 1780 in to celo z manjšimi stroški od predvidenih. S prihranjenim denarjem je Struppi dodatno utrdil bregove kanala. 
Po uspešno zaključenem projektu je bila Struppiju zadana naloga nadaljnjega osuševanja Ljubljanskega barja. Leta 1782 je začel s pripravami, a projekta ni nikoli dokončal, saj je moral že pred tem oditi na Dunaj, kjer je nato delal do svoje smrti.